# Chester Crocker

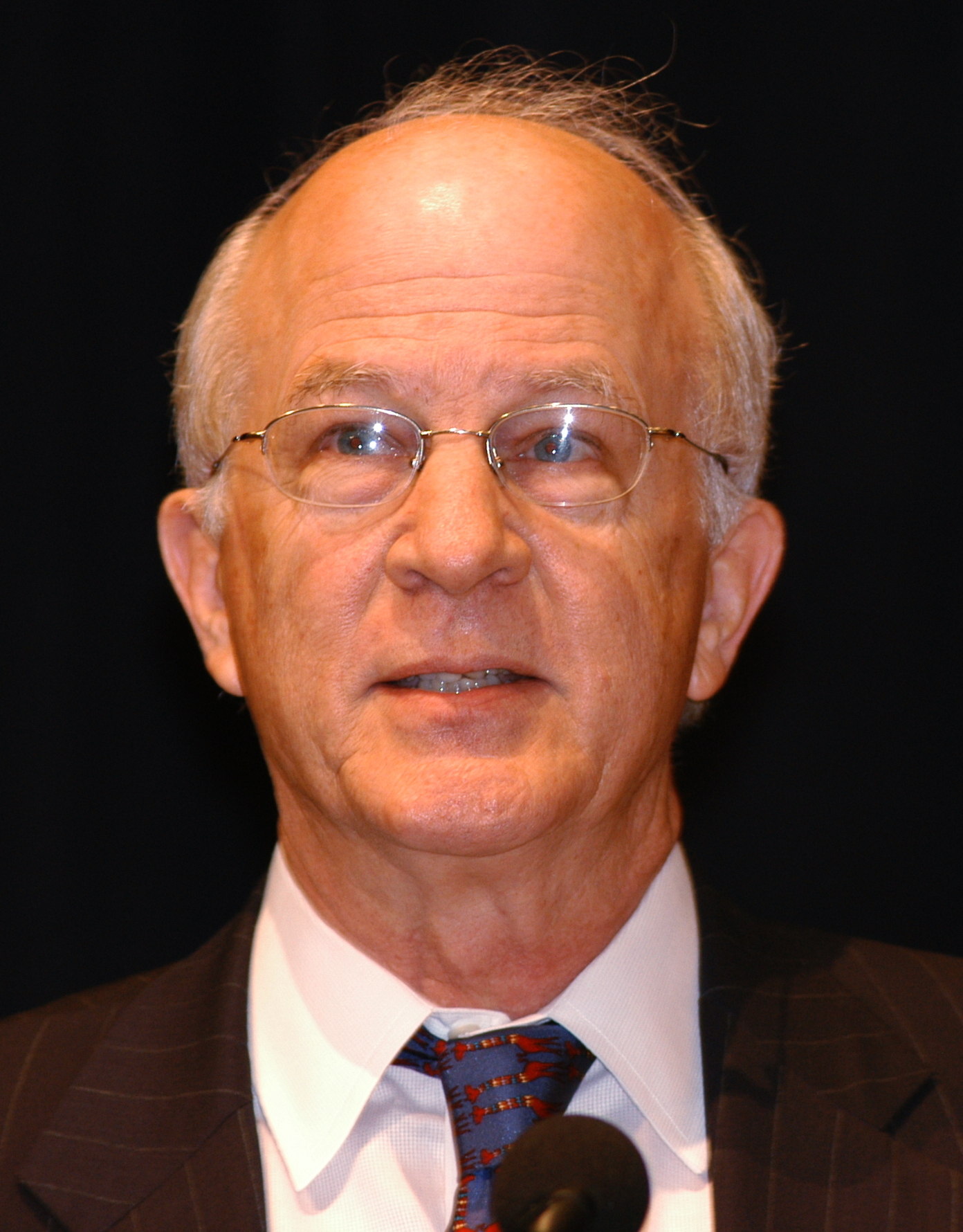
Chester Crocker

Chester Arthur Crocker (* 29. Oktober 1941 in New York City) ist ein US-amerikanischer Politikwissenschaftler, der von 1981 bis 1989 Assistant Secretary of State for African Affairs war.

## Leben
Chester Crocker, Sohn von Arthur M. Crocker und Clara C. Crocker, absolvierte nach dem Schulbesuch ein grundständiges Studium an der Ohio State University, das er 1963 mit einem Bachelor of Arts (B.A.) abschloss. Dort schloss er sich der akademischen Ehrengesellschaft Phi Beta Kappa  an. Ein anschließendes postgraduales Studium an der Paul H. Nitze School of Advanced International Studies beendete er 1965 mit einem Master of Arts (M.A.), ehe er dort 1969 schließlich auch einen Doctor of Philosophy (Ph.D.) erwarb. Daneben war er zwischen 1968 und 1969 als Nachrichtenredakteur für die Zeitschrift Africa Report tätig. Im 1970 wurde er Mitarbeiter im Stab des Nationalen Sicherheitsrates (US National Security Council) und übernahm im Anschluss 1972 eine Professur für Internationale Beziehungen an der Georgetown University, an der er bis 1977 unterrichtete. Zugleich war er zwischen 1976 und 1980 als Direktor für Afrika-Studien für die in Washington, D.C. ansässige Denkfabrik Center for Strategic and International Studies (CSIS) tätig.
Nach der Wahl von Ronald Reagan zum US-Präsidenten wurde Crocker am 9. Juni 1981 als Nachfolger von Richard M. Moose Leiter des Afrika-Referats im Außenministerium (Assistant Secretary of State for African Affairs) und verblieb in dieser Verwendung bis zum 21. April 1989. Sein dortiger Nachfolger wurde am 12. Mai 1989 Herman Jay Cohen. In dieser Funktion sah er die am 15. August 1985 vom damaligen Präsidenten Südafrikas Pieter Willem Botha gehaltene Rubikon-Rede, die sich vor allem mit den durch die als Apartheid bezeichnete Rassentrennung in Südafrika entstandenen wirtschaftlichen und sozialen Probleme sowie Bothas Vorstellungen zu deren Lösung befasste kritisch. Nach seiner Ansicht war Botha „in den Rubikon gefallen, anstatt ihn zu überqueren“.
Als der UN-Sicherheitsrat den 1987 den bedingungslosen Rückzug der South African Defence Force (SADF) aus Angola verlangte, stellten die USA sicher, dass der Beschluss keine Folgen für Südafrika hatte. Crocker versicherte dem südafrikanischen Botschafter in den USA: „Die Resolution droht keine umfassenden Sanktionen an und sieht keinerlei Unterstützung für Angola vor. Das war kein Zufall, sondern ein Ergebnis unserer eigenen Anstrengungen, die Resolution in Grenzen zu halten.“ Zu den am 15. Oktober 1985 in Liberia abgehaltenen Wahlen, bei denen Oppositionsparteien nicht zugelassen wurden und der Führer der Opposition im Gefängnis saß, während der durch einen Militärputsch am 12. April 1980 an die Macht gekommene Hauptfeldwebel Samuel K. Doe die Wahl mit 50,9 % der Stimmen gewann, befand der Crocker trotz des offensichtlichen Wahlbetruges, dass es in Liberia eine demokratisch gewählte Regierung und einen „offenen Diskurs aller Bürger gebe“.
1989 wurde ihm die Presidential Citizens Medal verliehen, die zweithöchste zivile Auszeichnung in den USA nach der Presidential Medal of Freedom. Nach seinem Ausscheiden aus dem Regierungsdienst übernahm Crocker 1989 abermals eine Professur für Strategische Studien an der Georgetown University. Zugleich fungierte er zwischen 1992 und 2004 Vorsitzender des United States Institute of Peace (USIP) und war ferner Mitglied des Aufsichtsrates der National Defense University (NDU), des Vorstandes des Kommunikationsunternehmens Bell Pottinger Communications USA LLC sowie des Nixon Center. Crocker engagierte sich ferner als Mitglied für die American Academy of Diplomacy, die Bilderberg-Gruppe, den Cosmos Club, den Council on Foreign Relations und das International Institute for Strategic Studies (IISS).
Aus seiner am 18. Dezember 1965 geschlossenen Ehe mit Saone Baron gingen die drei Töchter Bathsheba, Karena und Rebecca Crocker hervor.

## Veröffentlichungen

### Stellungnahmen des US-Außenministeriums
- Role of the U.S. private sector in Zimbabwe, March 26, 1981, US State Department, Washington, D.C., 1981
- Strengthening U.S.-African Relations, June 20, 1981, US State Department, Washington, D.C., 1981
- Regional strategy for southern Africa, August 29, 1981, US State Department, Washington, D.C., 1981
- U.S. interests in Africa, October 5, 1981, US State Department, Washington, D.C., 1981
- The African private sector and U.S. policy, November 19, 1981, US State Department, Washington, D.C., 1981
- Africa, economic prospects and Problems, September 17, 1982, US State Department, Washington, D.C., 1982
- Challenge to regional security in Africa. The U.S. response : October 28, 1982, US State Department, Washington, D.C., 1982
- Our development dialogue with Africa, March 3, 1983, US State Department, Washington, D.C., 1983
- An update of constructive engagement in South Africa, September 26, 1984, US State Department, Washington, D.C., 1983
- U.S. assistance and Africa’s economic crisis, January 17, 1985, US State Department, Washington, D.C., 1985
- U.S. policy toward Namibia, February 21, 1985, US State Department, Washington, D.C., 1985
- The U.S. response to apartheid in South Africa, April 17, 1985, US State Department, Washington, D.C., 1985
- The U.S. and South Africa. A framework for progress, US State Department, Washington, D.C., 1985
- U.S. interests in regional conflicts in the Horn of Africa, US State Department, Washington, D.C., 1985
- Recent developments in Liberia, US State Department, Washington, D.C., 1985
- The U.S. and Angola, US State Department, Washington, D.C., 1986
- Fiscal Year 1987 assistance request for Sub-Saharan Africa, US State Department, Washington, D.C., 1986
- U.S. policy toward Mozambique, US State Department, Washington, D.C., 1987
- A democratic future. The challenge for South Africans, US State Department, Washington, D.C., 1987
- Review of events in Ethiopia. Statements by Chester Crocker, Richard Williamson, and Charles Gladson, US State Department, Washington, D.C., 1988

### Sachbücher
- High Noon in Southern Africa: Making Peace in a Rough Neighborhood, W. W. Norton, New York 1992, ISBN 0-39303-432-1.
- Taming Intractable Conflicts: Mediation in the Hardest Cases, Mitautoren Fen Osler Hampson und Pamela Aall, United States Institute of Peace Press, Washington, D.C. 2004, ISBN 978-1-9292-2355-8.
- Leashing the dogs of war. Conflict management in a divided world, Mitautoren Fen Osler Hampson und Pamela Aall, United States Institute of Peace Press, Washington, D.C. 2007, ISBN 978-1-9292-2396-1.
- Rewiring regional security in a fragmented world, Mitautoren Fen Osler Hampson und Pamela Aall, United States Institute of Peace Press, Washington, D.C. 2011, ISBN 978-1-6012-7070-2.
- mit Fen Osler Hampson, Pamela Aall (Hrsg.): Diplomacy and the Future of World Order. Georgetown University Press, Washington 2021, ISBN 978-1-64712-094-8.